# Erdek
Erdek là một huyện thuộc tỉnh Balıkesir, Thổ Nhĩ Kỳ. Huyện có diện tích 333 km² và dân số thời điểm năm 2007 là 33187 người, mật độ 100 người/km².